# Етофенамат
Етофенамат (англ. etofenamate) — нестероїдний протизапальний засіб (НПЗЗ), що використовується для лікування болю в суглобах і м'язах. Він доступний для місцевого застосування у вигляді крему, гелю або спрею.
Етофенамат є надзвичайно токсичним при ковтанні; він також дуже токсичний для водних організмів з довготривалими наслідками.